# Storia della Norvegia
La storia della Norvegia inizia con l'ultima glaciazione, tra il 12 000 e il 10 000 a.C.

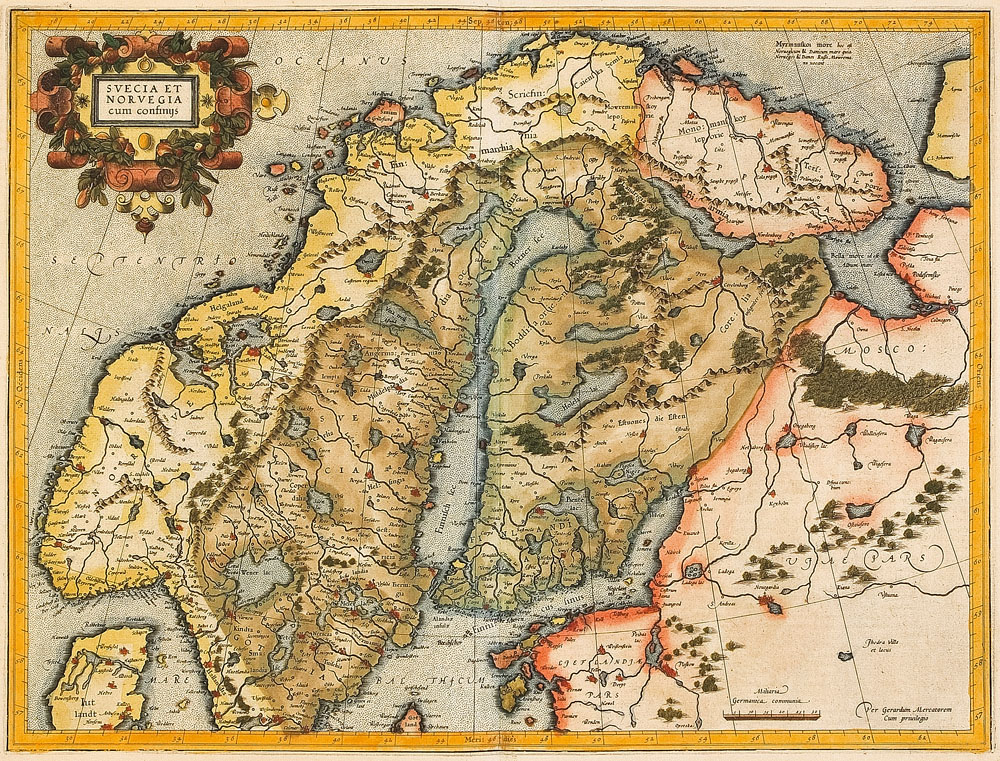
Mappa della Scandinavia del 1595

## Preistoria
Recenti ritrovamenti archeologici (2005) hanno stabilito che nei mesi estivi i cacciatori del sud - probabilmente appartenenti alla cultura di Amburgo - furono in grado di muoversi verso nord lungo la costa norvegese fin dall'inizio dell'olocene, 12.000 anni fa, quando gli altipiani erano ancora ricoperti di ghiacci e il livello marino era più basso di circa 50 m rispetto a quello attuale.
Insediamenti temporanei e tracce di tende fatte con pellami sono state ritrovate fino nella regione di Alta. I ritrovamenti più recenti sono nella grotta di Bremsnes, nei pressi di Kristiansund e a Fosna, a nord di Trondheim.
In Scandinavia vi furono insediamenti stabili fin dalla fine dell'ultima glaciazione, sono stati ritrovati reperti dell'età della pietra e dell'età del bronzo come incisioni rupestri. Dall'epoca dell'Impero romano fino all'800 d.C. la Scandinavia è nota per la sua cultura dell'età del ferro. Vi sono numerose incisioni rupestri. La regione fu nota nel Medioevo per la popolazione di navigatori e guerrieri dei Vichinghi, che tra l'800 e il 1100 scoprirono e si insediarono in Islanda e Groenlandia e conquistarono parti della Francia, della Gran Bretagna e dell'Irlanda, navigarono fino a Costantinopoli, in Grecia, Africa del Nord e Terranova.
Le informazioni sui primi sovrani giungono principalmente dalle opere di Snorri Sturluson (intorno al 1200) e in particolare dall'Heimskringla nel quale tuttavia si mescolano storia e leggenda, soprattutto per quanto riguarda le epoche iniziali, l'attendibilità di quanto scritto è quindi discussa dagli studiosi.

### Età del bronzo (1800-500 a.C.)
L'età del bronzo in Norvegia ebbe inizio nel 1800 a.C. e portò innovazioni nell'agricoltura, come l'aratro, insediamenti stabili, specialmente nelle aree più fertili nel fiordo di Oslo, nel Trondheimsfjord, sul lago Mjøsa e nel distretto di Jæren, nel Rogaland. All'inizio dell'era il clima era piuttosto caldo, paragonabile all'odierna fascia centrale dell'Europa, e ciò permetteva una crescita costante della popolazione e l'estensione dell'agricoltura. 
Attorno al 1000 a.C. arrivarono da nord popolazioni di lingua uralica e si assimilarono alla popolazione indigena, gli antenati del popolo Sami. Secondo Ante Aikio, tuttavia, la migrazione avvenne non prima del 500 d.C. 
Attorno al 500 a.C. il clima divenne più freddo. Ciò comportò una mutazione nella vegetazione. Le foreste si popolarono di pini, betulle e abeti. Il cambiamento climatico costrinse la popolazione a ridimensionare i propri insediamenti.

## Età del ferro scandinava (500 a.C. - 800 d.C.)

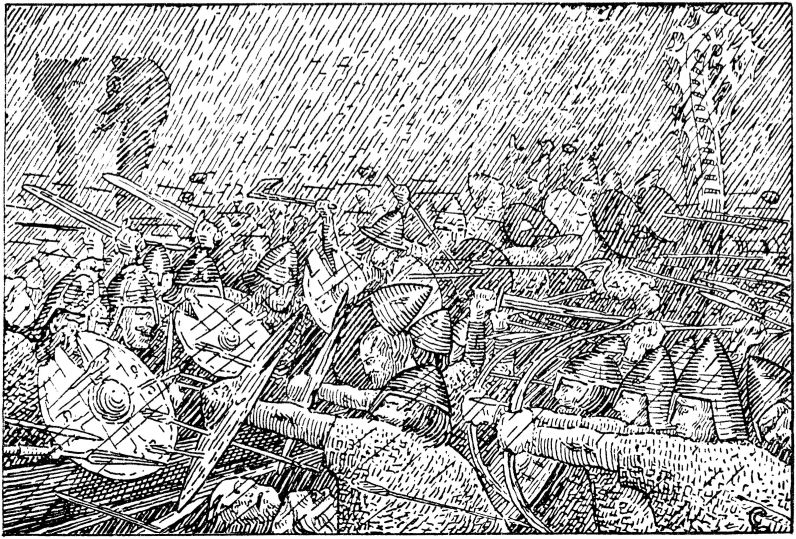
L'unificazione dei piccoli regni ha comportato conflitti e una serie di battaglie, come l'artista Halfdan Egedius ha immaginato qui

L'età del ferro in Norvegia comincia nel 500 a.C., con la fase celtica o pre-romana, e termina attorno tra i secoli VIII e IX d.C con la cosiddetta Era di Vendel, chiamata anche Età Merovingia. Per questo periodo abbiamo soltanto testimonianze archeologiche, mentre dobbiamo a scrittori esterni al mondo scandinavo la descrizione della regione.

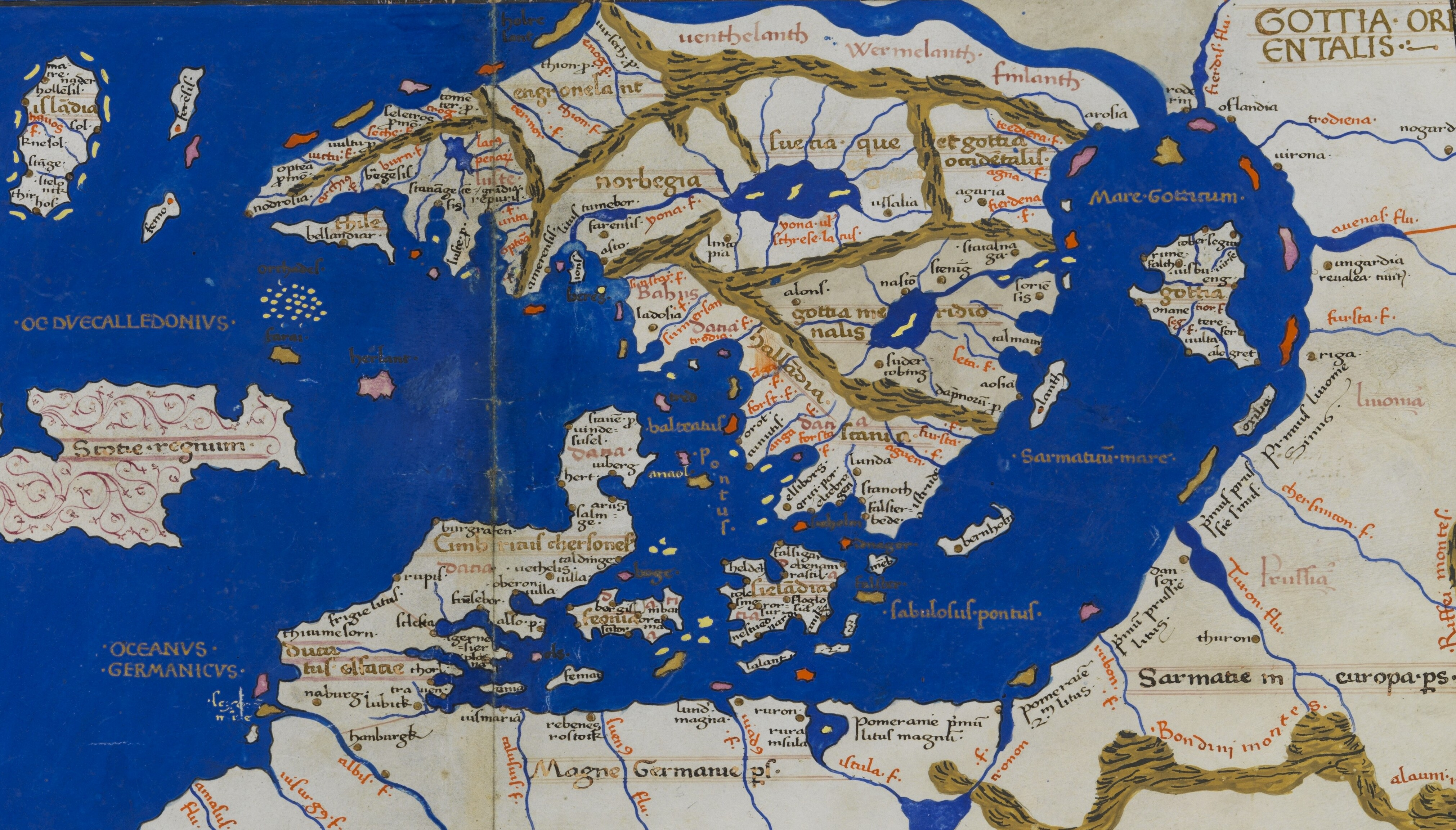

Giordane, nei Getica, cita i Raumaricii, gli Aeragnaricii, i Grannii, gli Augandzi, i Taetel, i Rugi o Aetelrugi, gli Arochi e i Ranii. Tutti questi nomi sono stati identificati con le varie regioni della Norvegia, ma su altre tribù rimangono ancora dubbi; in certi casi, potrebbero trattarsi di doppi nomi o appellativi riferiti alle stesse popolazioni. 

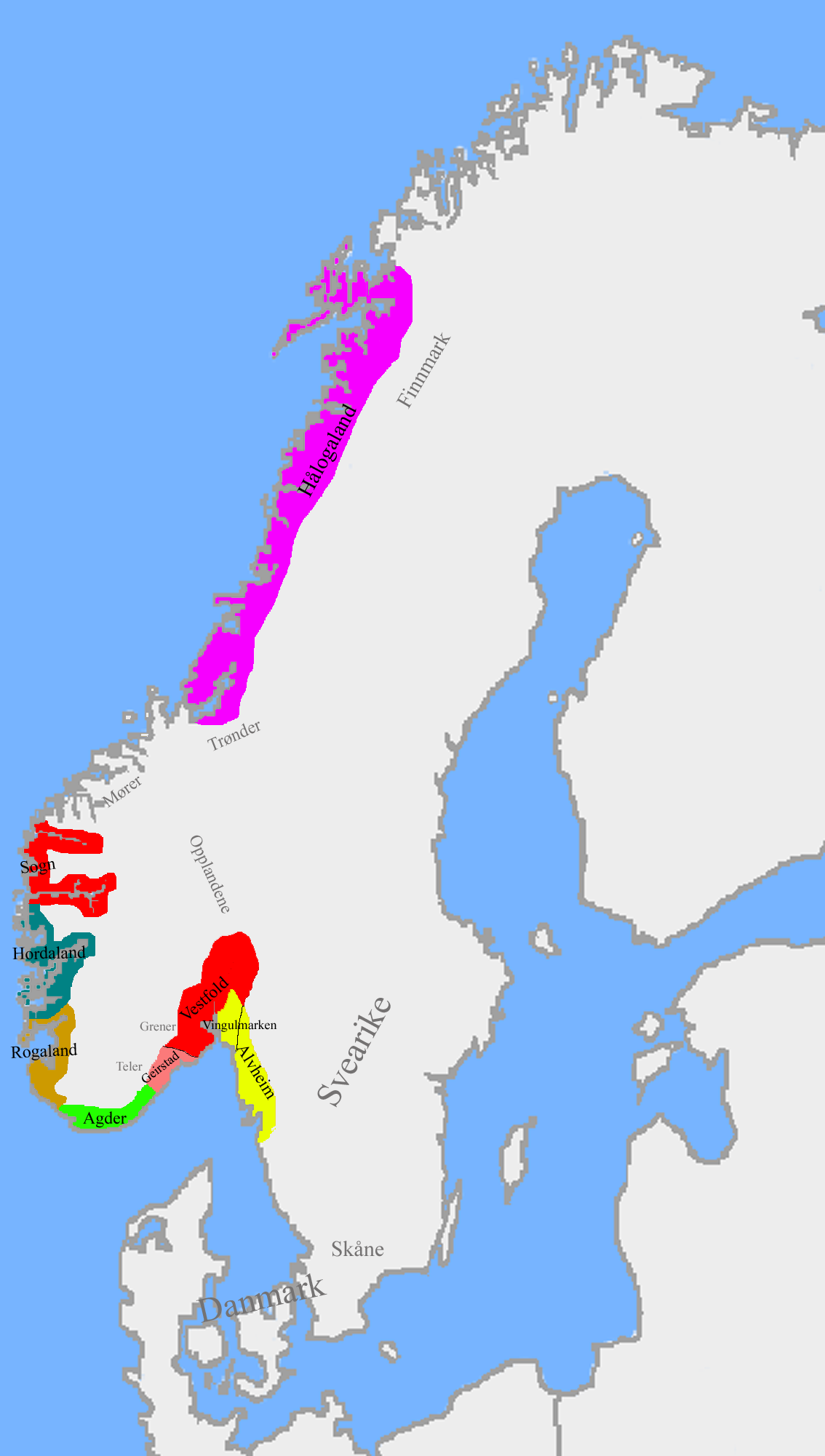
Regni minori attorno all'860

## Epoca vichinga
È il periodo compreso tra l'VIII e l'XI secolo. Tale periodo è quello in cui avvenne la prima formazione del regno Norvegese. Il termine deriva dalla parola "vichingo". Convenzionalmente si fa iniziare quest'epoca nel 793, quando il monastero anglosassone di Lindisfarne subì un saccheggio da parte di gente "vichinga".
Spesso usato in modo erroneo, il termine vichingo non indica una popolazione a sé stante. Vichingo infatti potrebbe essere tradotto come "pirata". Originariamente, quindi, vichingo era colui che viaggiava per mare dedicandosi ad attività piratesche. Tali attività, che svolgevano una parte importante nell'economia e nello sviluppo dell'intero territorio scandinavo, erano perlopiù promosse da capi influenti, talvolta chiamati re (konungar), altre volte jarl. Attraverso queste spedizioni piratesche e l'accumulo di ingenti ricchezze e manovalanza schiavile, la società scandinava e nello specifico quella norvegese gettarono le premesse per la nascita di nuovi regni.
Anche il cristianesimo svolse un importantissimo ruolo nella formazioni del regno. 

### Regni minori
Secondo le tarde fonti scandinave si sa che in Norvegia esistevano circa 29 piccoli regni nella maggior parte dei quali il capo aveva il titolo di re. Nel Hålogaland il titolo era quello di jarl. Erano:
- Agder (Agðir)
- Alfheim (Álfheimar)
- Hålogaland
- Hedmark
- Hordaland
- Nordmør og Romsdal
- Rogaland
- Romerike (Raumaríki)
- Sogn
- Solør
- Søndmør
- Trøndelag (Þrœndalǫg)
- Vestfold

### Harald Bellachioma
Secondo la tradizione, nel 872 Harald Hårfagre (Bellachioma), figlio del re Halfdan il Nero, conquistò e unificò la Norvegia sud-occidentale. I suoi successori regnarono con brevi interruzioni fino al 1319. Le influenze  da Inghilterra e Irlanda portarono all'introduzione del Cristianesimo, una figura di rilievo in questo processo fu il re Olav Haraldsson che perse la vita nella battaglia di Stiklestad il 29 luglio 1030. Divenne il santo patrono del paese e la sua tomba presso la  cattedrale di Nidaros a Trondheim divenne luogo di pellegrinaggio.
L'arcidiocesi di Nidaros fu fondata nel 1153. Tra il 1130 e il 1217 vi furono una serie di guerre civili. Intorno al 1200, il regno norvegese comprendeva l'area tra l'isola di Man nel Mare d'Irlanda fino alla penisola di Kola a oriente. L'Islanda e la Groenlandia furono acquisite come dipendenze nel 1262.

## L'Unione di Kalmar e l'unione con la Danimarca
Dal 1396 fino al 1814 la Norvegia fu relegata allo status di provincia. Questo periodo fu chiamato dal drammaturgo norvegese Henrik Ibsen "la notte lunga 400 anni".
In questo periodo si possono distinguere due diverse fasi:
- L'unione di Kalmar
- L'epoca danese o unione con la Danimarca

### L'unione con la Danimarca (1536 - 1814)
La Norvegia e i suoi territori divennero una provincia del regno di Danimarca-Norvegia. Il rappresentante della corona danese era un governatore chiamato Statholder. Nel periodo danese si possono individuare diverse epoche:
- L'epoca della Riforma (1536-1596): il potere norvegese subì un ulteriore indebolimento dalla dissoluzione della chiesa indipendente norvegese in seguito alla riforma del 1537.
- Le guerre norvegesi (1596-1720): fu un periodo di guerre continue fra le quali la guerra di Kalmar (1611–1613), la guerra dei trent'anni (1618–1648), le guerre del nord (1655–1658), la guerra di Gyldenløve (1675–1679), il culmine fu la Grande guerra del nord (1700–1721).
- Il periodo di pace e crescita economica (1721–1770). Nel XVIII secolo la Norvegia visse un periodo di prosperità e divenne una componente importante del regno.
- Il risveglio del nazionalismo e le premesse per l'indipendenza (1770–1814): questo periodo origina dal forte senso di indipendenza della cultura agricola norvegese (bondekultur) insieme all'influenza delle rivoluzioni americana (1775–1783) e francese (1789–1799), nacque una coscienza nazionale che portò all'assemblea costituzionale del 1814.

## L'unione con la Svezia e l'indipendenza
Nel 1807 la Danimarca-Norvegia entrò nelle Guerre Napoleoniche al fianco della Francia. Ciò ebbe un effetto devastante nella già fragile economia norvegese. L'anno successivo, la Svezia invase il paese e nel 1809 venne firmato il trattato di Jönköping che lasciava intatti i confini. Tuttavia questo conflitto pose le basi per l'esito delle Guerre Napoleoniche in Scandinavia. Dopo la battaglia di Lipsia nel 1813, la Danimarca-Norvegia fu sconfitta e il sovrano Cristiano VIII fu costretto a cedere la Norvegia alla Svezia tramite il trattato di Kiel (14 gennaio 1814). A causa di una dimenticanza nel testo del trattato le dipendenze norvegesi (Islanda, Groenlandia e Isole Faroe) rimasero però alla Danimarca.
Vi fu un tentativo di riconquistare la sovranità sul paese da parte del viceré e principe ereditario del regno di Danimarca-Norvegia che incoraggiò membri rappresentativi di diverse classi sociali a radunarsi a Eidsvoll per dichiarare l'indipendenza, adottare una costituzione e eleggere re il principe Christian Frederik. A tutt'oggi il 17 maggio è festeggiato come giorno della costituzione democratica della Norvegia indipendente. La Svezia reagì dichiarando guerra nello stesso anno. Nelle trattative di pace (Convenzione di Moss) Christian Frederik accettò di rinunciare alle sue rivendicazioni sul trono norvegese e a tornare in Danimarca se la Svezia avesse riconosciuto la costituzione democratica e avesse accettato un'unione non "stretta".
Il 4 novembre 1814 il parlamento norvegese (Stortinget) elesse quindi il sovrano svedese come sovrano di Norvegia, la corona svedese era rappresentata da un governatore detto Statolder, spesso di origini nobili e in più occasioni la carica fu ricoperta dal principe ereditario.
L'unione si disciolse pacificamente nel 1905 quando, dopo diversi anni di disordini politici, la Svezia riconobbe l'indipendenza della Norvegia. La popolazione si espresse a favore della fine dell'unione con un referendum tenutosi il 13 agosto 1905. Il parlamento offrì il trono al principe Carlo di Danimarca che accettò dopo che un referendum aveva stabilito che la forma di governo sarebbe stata quella monarchica. Il 18 novembre ascese al trono con il nome Haakon VII.

## Le guerre mondiali

### La Norvegia nella prima guerra mondiale
Durante la prima guerra mondiale la Norvegia rimase neutrale. A dispetto della neutralità, nel corso della guerra, la flotta mercantile norvegese fornì supporti logistici alla Gran Bretagna trasportando viveri e altri beni essenziali. In cambio ricevette forniture di carbone. Questo tipo di approccio fece nascere la definizione di alleato neutrale usata talvolta in Gran Bretagna.

### La Norvegia nella seconda guerra mondiale

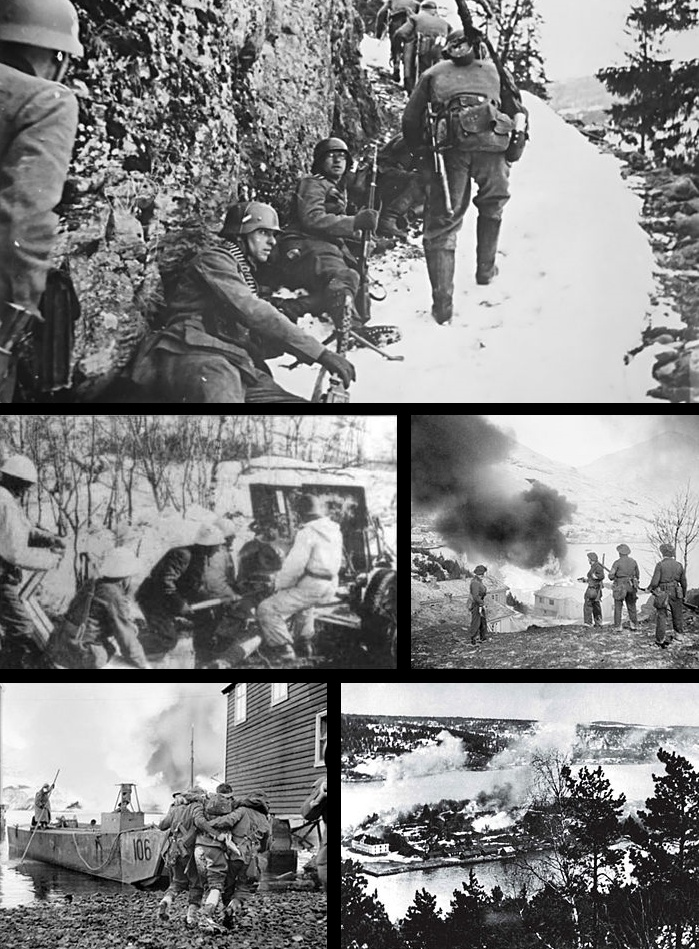
Momenti della campagna di Norvegia nel 1940

Allo scoppio della seconda guerra mondiale la Norvegia insistette con il tentativo di rimanere neutrale a dispetto degli avvertimenti giunti da alcune fazioni politiche che ritenevano che la posizione geografica del paese ne avrebbe fatto un obiettivo strategico per la Germania nazista e che avrebbero voluto allestire delle difese sufficienti per resistere ad un attacco fino all'arrivo dei rinforzi da Francia o Gran Bretagna.
In un attacco a sorpresa all'alba del 9 aprile 1940 la Germania lanciò l'operazione Weserübung. Le truppe tedesche attaccarono Oslo e i principali porti norvegesi, (Bergen, Trondheim, Kristiansand e Narvik) e si impossessarono rapidamente delle città e dei territori circostanti.
Lo stesso giorno dell'attacco le truppe norvegesi, presso la fortezza di Oscarborg nel fiordo di Oslo, affondarono l'incrociatore pesante Blücher rallentando l'invasione per il tempo necessario al sovrano, al governo e al parlamento per abbandonare la città.
Una forza di sbarco anglo-francese giunse a Namsos il 16 aprile, ma fu costretta a evacuare le truppe il 2 maggio.
Nonostante la superiorità teorica degli invasori, l'esercito norvegese proseguì la resistenza per circa due mesi. Il 17 giugno le truppe del paese dovettero arrendersi, il sovrano e il governo il 7 giugno lasciarono la città di Tromsø per formare un governo in esilio a Londra. Molti militari e civili lasciarono il paese e si unirono al governo in Inghilterra dove furono di grande aiuto all'esercito britannico e ai suoi servizi segreti (Special Operations Executive - SOE).
Il capogruppo del partito nazionalsocialista norvegese, Vidkun Quisling, tentò un colpo di Stato ma incontrò tale resistenza da parte della popolazione che le truppe tedesche lo deposero dopo una sola settimana e instaurarono un'amministrazione tedesca presieduta dal governatore (Reichskommissar) Josef Terboven, che formò un governo nel quale la maggioranza dei ministri giungevano dal partito di Quisling. Nel 1942 quest'amministrazione fu sostituita da un governo fantoccio guidato da Quisling, fino al termine della guerra.